# Blars
Blars é uma comuna francesa na região administrativa de Occitânia, no departamento de Lot. Estende-se por uma área de 25,68 km². Em 2010 a comuna tinha 137 habitantes (densidade: 5,3 hab./km²).